# Ewa Kłobukowska
Ewa Janina Kłobukowska, née le 1er octobre 1946 à Varsovie, est une ancienne sprinteuse polonaise, championne olympique en 1964. Ses résultats furent annulés et sa carrière brisée en 1967 en raison de tests de féminité qui se révélèrent finalement inadéquats menant à sa réhabilitation tardive dans les années 90. 

## Carrière sportive
Parmi ses plus grands succès, on retrouve sa participation aux Jeux olympiques d'été de 1964 à Tokyo. Elle y gagna la médaille de bronze du 100 m derrière les américaines Wyomia Tyus et Edith McGuire ainsi que l'or dans le relais 4 × 100 m avec ses compatriotes Teresa Ciepły, Irena Kirszenstein et Halina Richter.
Avec Irena Kirszenstein, elle formait l'élite du sprint européen du milieu des années 1960. Aux championnats d'Europe de 1966, elle remporta l'or sur 100 m et Kirszenstein l'argent. Sur 200 m, elle se contenta de l'argent derrière Kirszenstein.
Elle battit deux fois le record de Pologne du 100 m le 24 juin 1967 à Poznań, en l'abaissant à 11 s 1 puis à 11 s 0. En 1967, à un meeting à Kiev, elle est convaincue de dopage et est, à la suite de l'intervention de la fédération soviétique, suspendue à vie.
À la suite d'un test de féminité, les médecins la déclarent souffrir d'une féminité insuffisante liée à un mosaïcisme chromosomique,,. Dans un contexte de Guerre Froide, des attaques dans la presse occidentale sont lancées à son encontre et sans soutien d'officiels polonais, dépressive, elle met fin à sa carrière. En dépit des tests, l'année suivant son retrait, elle est victime d'une fausse couche qui auraient mis « fin à ses rêves de maternité » bien qu'on parle aussi de la naissance d'un fils,.
Ce n'est que dans les années 1990 avec la révision des tests et les changements politiques en Europe de l'Est qu'elle sera réhabilitée. Elle retrouve ses titres sportifs et est inscrite à l'Ordre Polonia Restituta par les autorités polonaise, nommée chevalier en 1998, officier en 2011, puis commandeur en 2021,.

## Palmarès

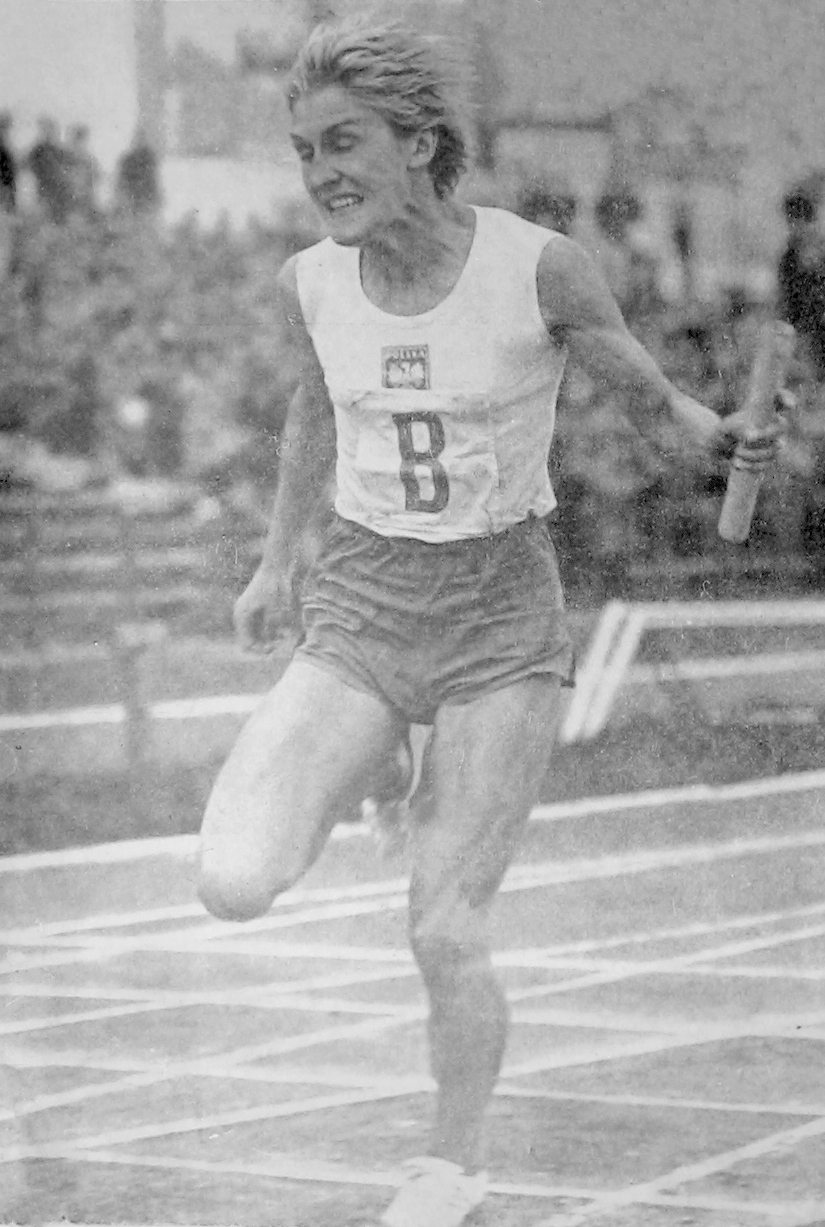
Ewa Kłobukowska à l'arrivée du relais 4×100 mètres, en 1964

### Jeux olympiques d'été
- Jeux olympiques d'été de 1964 à Tokyo ( Japon)
  -  Médaille de bronze sur 100 m
  -  Médaille d'or en relais 4 × 100 m

### Championnats d'Europe
- Championnats d'Europe d'athlétisme de 1966 à Budapest ( Hongrie)
  -  Médaille d'or sur 100 m
  -  Médaille d'argent sur 200 m
  -  Médaille d'or sur 4 × 100 m